# Cuscuta pacifica
Cuscuta pacifica är en vindeväxtart som beskrevs av Costea och M.A.R.Wright. Cuscuta pacifica ingår i släktet snärjor, och familjen vindeväxter. Utöver nominatformen finns också underarten C. p. papillata.

## Bildgalleri

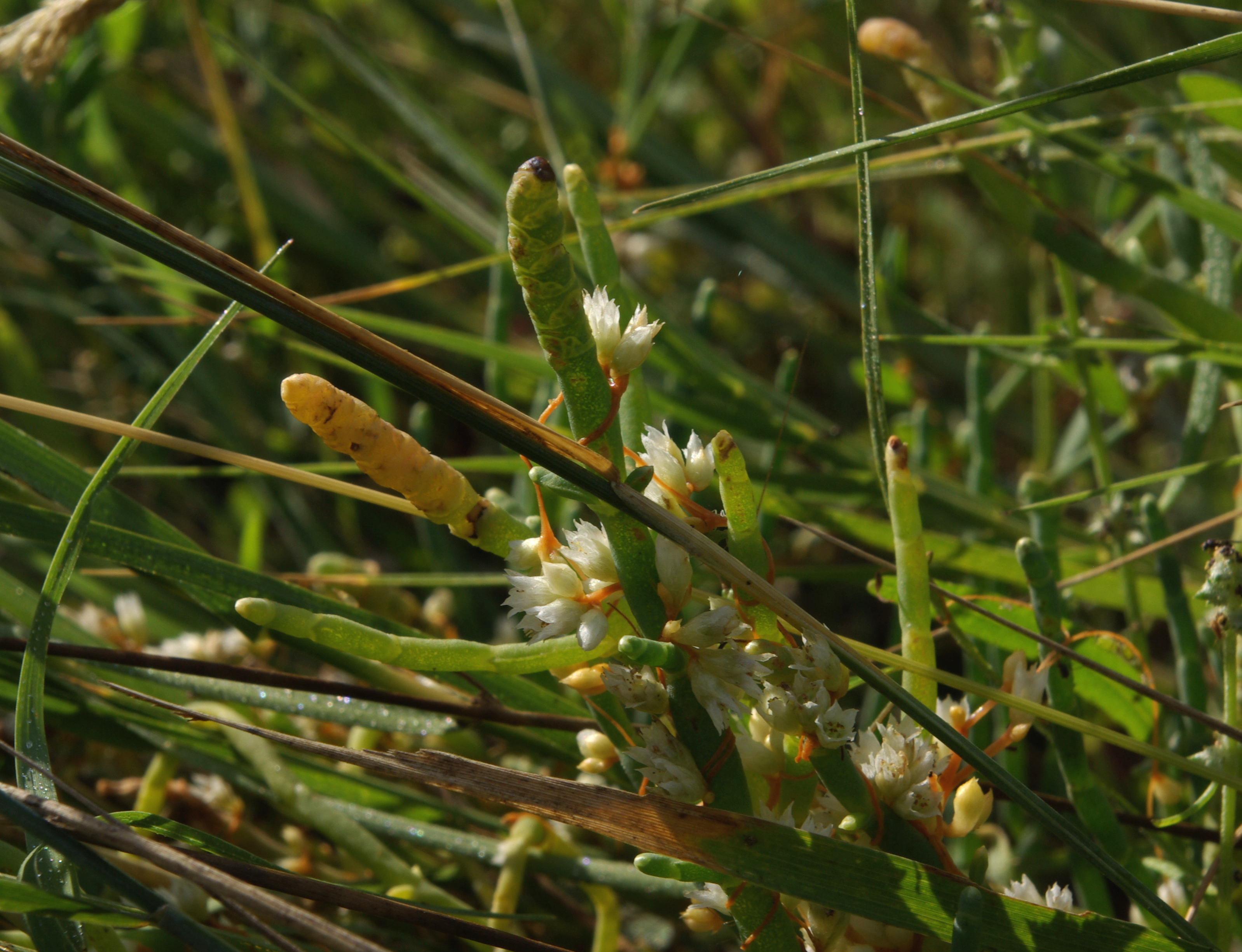
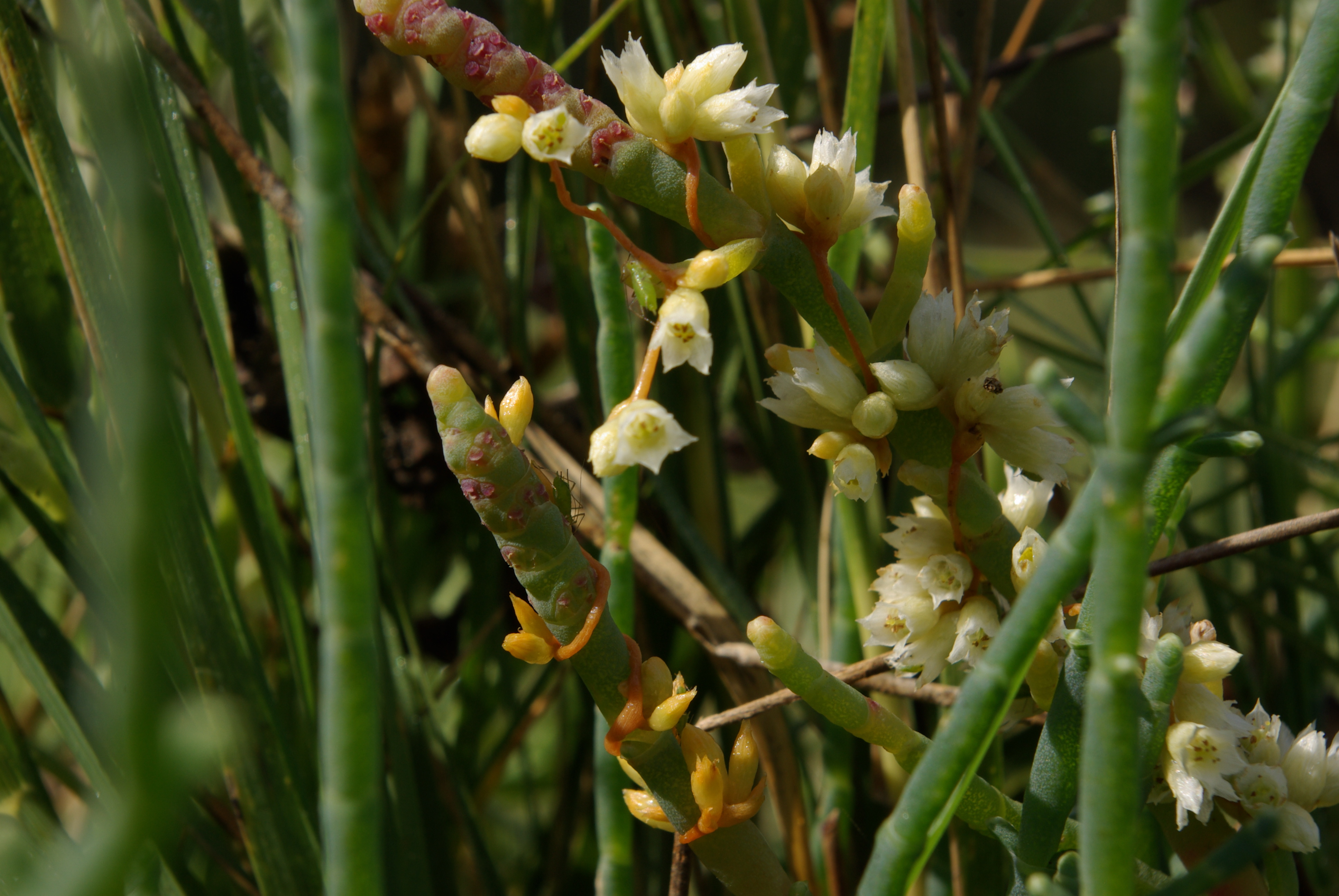
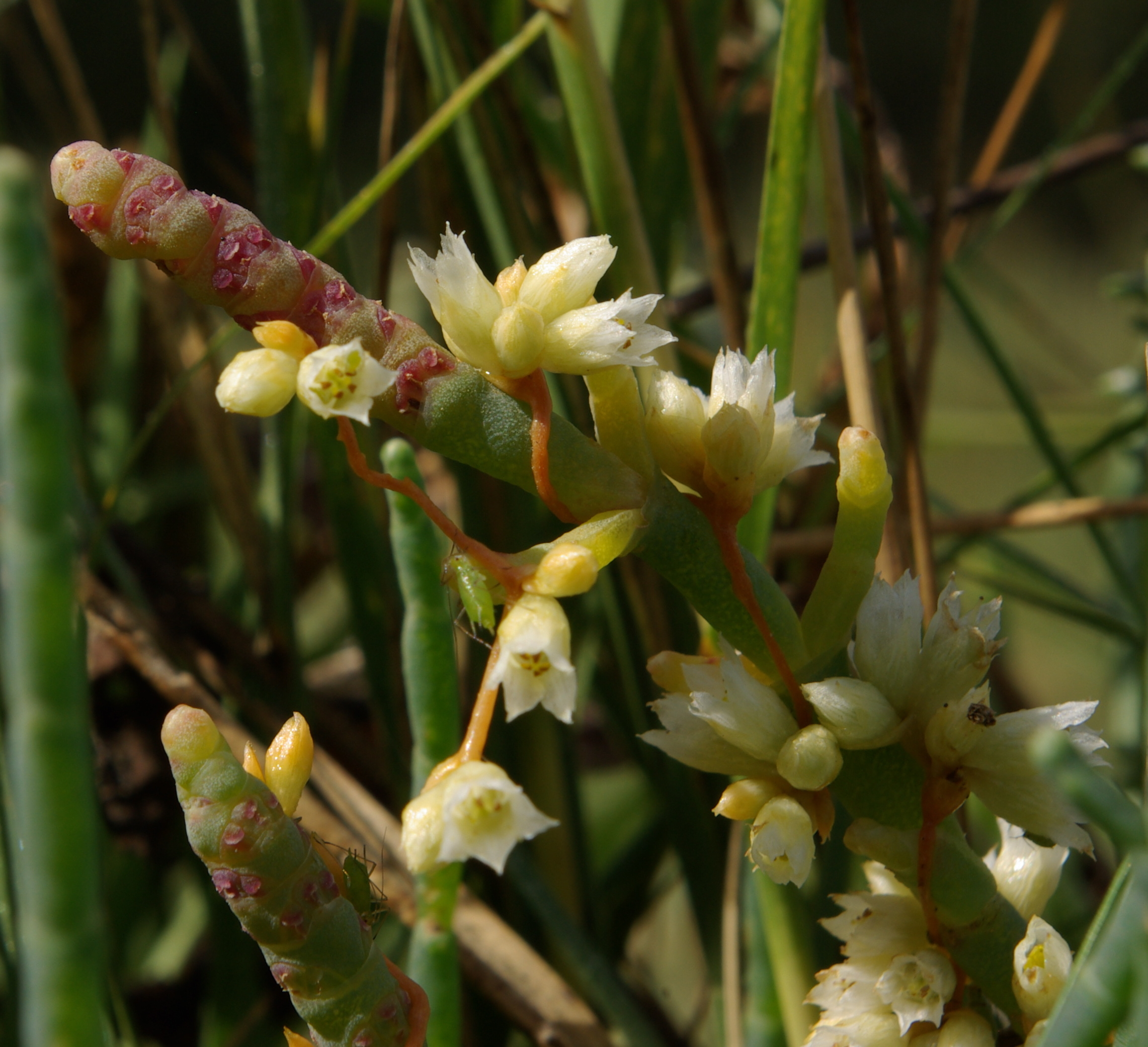
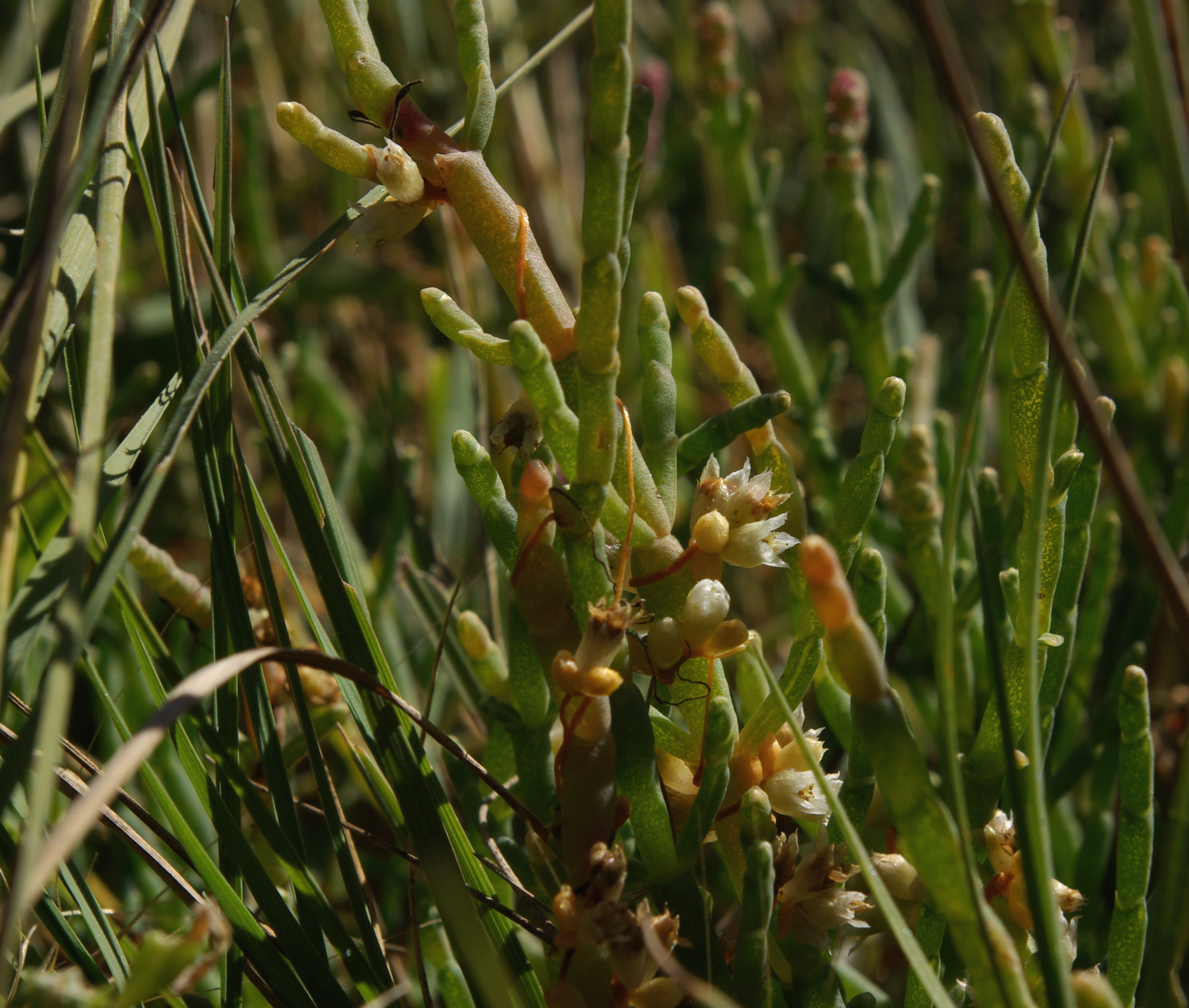
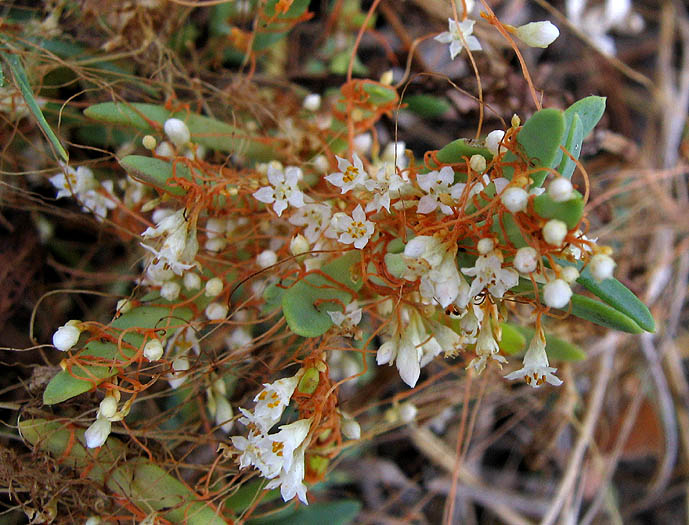